# Bún bò Huế
Bún bò Huế là một trong những đặc sản của thành phố Huế, mặc dù món bún này phổ biến trên cả ba miền ở Việt Nam và cả người Việt tại hải ngoại. Tại Thừa Thiên Huế, món này được gọi đơn giản là "bún bò" hoặc gọi cụ thể hơn là "bún bò thịt bò". Các địa phương khác gọi là "bún bò Huế", "bún bò gốc Huế" để chỉ xuất xứ của món ăn này. Bún bò chính gốc Huế có nguyên liệu chính là bún, thịt bắp bò, giò heo, cùng nước dùng có màu đỏ đặc trưng do ớt và vị sả và ruốc.
Trong nước dùng của bún, người Huế thường nêm vào một ít mắm ruốc và sả cây, góp phần làm nên hương vị rất riêng của nồi bún bò Huế. Bún bò Huế được ăn với hành lá cắt nhỏ, hành tây cắt mỏng, chanh, nước mắm ngon dằm ớt trái và tương ớt kiểu Huế. Người Huế thuở xưa thường không ăn bún bò Huế với rau sống. Nếu có, thường là bắp chuối xắt mỏng, ít rau thơm (húng lủi) và rau răm. Bún bò Huế chính gốc không có thịt tái, chả heo, mà có giò heo, thịt bò bắp và gân bò; huyết và chả cua được thêm vào tùy theo từng hàng quán.

## Pháp lý
Ngày 25 tháng 11 năm 2016, Cục sở hữu trí tuệ Việt Nam cấp Giấy chứng nhận đăng ký nhãn hiệu chứng nhận số 4-0272400-000 cho dấu hiệu Bún Bò Huế.